# Casanova (chanson de Soolking)
Pour les articles homonymes, voir Casanova (homonymie).
Singles de Soolking
Baila
(2022) Y Dor
(2023)
Casanova est un single du chanteur algérien Soolking sorti le 6 juillet 2023, en featuring avec le rappeur Gazo. Le titre sample la chanson Premier Gaou du groupe ivoirien Magic System.
La chanson est certifiée disque d'or en Italie et en Belgique, ainsi que disque de diamant en France fin octobre 2023,,.

## Accueil
Rapidement en tête des charts français, le morceau s'exporte à l'international, entrant dans les charts des Pays-Bas (au mieux 1er), de Belgique (3ème), du Luxembourg (3ème), de Suisse (7ème), d'Allemagne (88ème), de République tchèque (92ème), d'Espagne (93ème) et d'Italie (44ème).
En France, Casanova se classe à la 4e place du classement général du SNEP le 15 juillet 2023, lors de sa première semaine.
Ce succès se matérialise avec la sortie de deux remix. Le premier est une version germanophone avec le rappeur franco-marocain Milano, disponible le 2 novembre, tandis que les Espagnols Lola Indigo et Rvfv sont les invités du second, qui sort le 7 décembre,. Cette dernière est certifiée platine en Espagne et y atteint la deuxième place des charts.

## Liste des pistes

### Casanova(feat.Gazo)
| 1. | Casanova (feat. Gazo) | 3:10 |

### Casanova (Remix)
| 1. | Casanova (Remix) (feat. Milano) | 3:05 |

| 1. | Casanova (Remix) (feat. Lola Índigo & Rvfv) | 4:04 |

## Classements et certifications

### Classements hebdomadaires
| Classements (2023)                      | Meilleure position |
| --------------------------------------- | ------------------ |
| Allemagne (Media Control AG)            | 88                 |
| Belgique (Wallonie Ultratop 50 Singles) | 3                  |
| Espagne (Promusicae)                    | 93                 |
| France (SNEP)                           | 1                  |
| Italie (FIMI)                           | 40                 |
| Luxembourg (Billboard)                  | 3                  |
| Pays-Bas (Single Tip)                   | 1                  |
| Suisse (Schweizer Hitparade)            | 7                  |
| Tchéquie (IFPI Singles Digitál)         | 92                 |

| Classements (2023)   | Meilleure position |
| -------------------- | ------------------ |
| Espagne (Promusicae) | 2                  |

### Certifications
| Pays     | Organisme | Certification | Ventes     |
| -------- | --------- | ------------- | ---------- |
| France   | SNEP      | Diamant       | 50 000 000 |
| Belgique | BEA       | Or            | 10 000     |
| Espagne  | PME       | Or            | 30 000     |
| Italie   | FIMI      | Or            | 15 000     |

| Pays    | Organisme | Certification | Ventes |
| ------- | --------- | ------------- | ------ |
| Espagne | PME       | Platine       | 60 000 |

## Nominations
| Cérémonie             | Catégorie                            | Résultats  | Ref. |
| --------------------- | ------------------------------------ | ---------- | ---- |
| NRJ Music Awards 2023 | Collaboration francophone de l'année | Nomination |      |
| NRJ Music Awards 2023 | Reprise / Adaptation                 | Nomination |      |